# Huetares
Gli Huetares furono un importante gruppo indigeno precolombiano che occupava il territorio dell'attuale Costa Rica.
Secondo alcuni documenti, gli Huetares erano divisi in due grandi gruppi, separati dal fiume Virilla e designati come Huetares dell'occidente e Huetares dell'oriente.
Nel decennio 1560 - 1570 gli Huetares dell'occidente, i cui domini si estendevano fino alle coste dell'Oceano Pacifico erano comandati dal cacicco maggiore Garabito (o Guarabito) e quelli di oriente dal cacicco maggiore El Guarco.
La lingua huetar, appartenente alla famiglia linguistica macro-chibcha, era parlata in tutta la regione centrale della Costa Rica e scomparì progressivamente fin dall'inizio del XVII secolo, soppiantata dallo spagnolo. Si conservano tracce dell'antico idioma specialmente in alcuni toponimi (Aserrí, Curridabat, Turrialba, ecc.)